# Hans Reiffenstuel
Hans Reiffenstuel (* 14. März 1894 in München; † 10. November 1980 in Obergaiching bei Pfarrkirchen) war ein deutscher gegenständlicher Maler.

## Leben
Reiffenstuels Geburtsort und Beruf könnten Hinweise auf eine Zugehörigkeit zur Familie Reiffenstuel sein, die besonders auch in München verbreitet gewesen ist und der einige Maler angehörten.
Nach einem abgebrochenen Jurastudium begann Reiffenstuel ein kunsthistorisches Studium in München bei Heinrich Wölfflin. Im Jahre 1915 wurde er zum Militär eingezogen und von 1916 bis 1917 beurlaubt, um sein Studium erst in Wien bei Max Dvořak sowie 1917 in Berlin bei Adolph Goldschmidt fortzusetzen. Ab 1918 nahm er Zeichenunterricht bei Hans Hofmann in München und danach bei Adolf Hölzel in Stuttgart. 1918 ließ er sich in München nieder und gründete eine Zeichenschule. 
1937 wurden in der Nazi-Aktion „Entartete Kunst“ nachweislich aus den Kunstsammlungen der Stadt Düsseldorf sechs Aquarelle Reiffenstuels beschlagnahmt.
Der schriftliche Nachlass kam 1977 in das Deutsche Kunstarchiv im Germanischen Nationalmuseum.
Reiffenstuel wurde auf dem Friedhof in Bogenhausen beigesetzt.

## 1937 als "entartet" aus öffentlichen Sammlungen beschlagnahmte Aquarelle
- Landschaft mit der Hütte neben dem großen Baum (zerstört)
- Ronda, Südspanien
- Bahnübergang Herbertsfelden (zerstört)
- Baumkrone (zerstört)
- Landschaft mit der sitzenden Frau (zerstört)
- Große Dorflandschaft (Verbleib ungeklärt.)